# Вальгала: Сага про вікінга
«Вальгала: Сага про вікінга» (англ. Valhalla Rising) — фільм данського режисера Ніколаса Рефна, який було знято в 2009 році. Фільм складається з шести частин, кожна з яких має свою назву. Фільм розповідає про містичну подорож скандинавських хрестоносців, яка так чи інакше приводить їх усіх до загибелі.

## Cюжетна лінія
Історія фільму поділена на шість розділів:
Розділ I: Лють: Північна Шотландія XI століття, загадковий одноокий і вічно мовчазний воїн (котрого так всі і називають - Одноокий), який також має здатність бачити своє майбутнє через видіння, потрапляє в полон до язичницьких вікінгів у віддаленому регіоні і змушений битися з іншими бранцями на смерть у своєрідних боях на смерть, де Одноокий перемагає у всіх поєдинках. У перервах між боями його замикають у клітці. Хлопчик Аре постійно перебуває біля нього і забезпечує його їжею та водою. Одного разу, купаючись у ставку, Одноокий знаходить наконечник стріли, який він використовує, щоб звільнитися і жорстоко вбити своїх мучителів.
Розділ II: Мовчазний воїн: Звільнившись, Одноокий залишає регіон. Він помічає, що хлопчик Аре йде за ним на деякій відстані. Через певний час вони досягають табору християнських воїнів, які спалюють трупи вбитих язичників. Ватажок християн пояснює, що його загін готується до хрестового походу на Єрусалим, і пропонує Одноокому та Аре приєднатися до його воїнів, що вони і роблять.
Розділ III: Слуги господні: Хрестоносці вирушають на човнах до Святої Землі. Однак незабаром вони потрапляють у туман і втрачають орієнтири. Згодом у команди здають нерви і вони підозрюють, що на хлопчикові Аре лежить прокляття. Коли один чоловік намагається вбити хлопця, йому заважає Одноокий, котрий захищає Аре. Невдовзі після цього Одноокий пробує морську воду на смак і виявляє, що корабель перетнув прісну воду і таким чином досягнув узбережжя.
Розділ IV: Свята Земля: Після прибуття на берег з'ясовується, що чоловіки висадилися не в Палестині: Земля покрита густими лісами; досліджуючи місцевість, ватага знаходить індіанське поховання. Один чоловік з групи зникає. Решта хрестоносців повертаються на корабель, де незабаром один з них гине у засідці від кам'яної стріли, коли вони продовжують свою подорож.
Розділ V: Пекло: Відчай поширюється серед тих, хто вижив, незважаючи на вживання напою, що додає хоробрості; у стані сп'яніння, охоплена галюцинаціями, команда чоловіків починає розпадатися. Хтось молиться про порятунок, хтось насильницькі вбиває іншого. Одноокий будує кам'яні тури на маленькому річковому острові. Воїн, який зник після пришвартування, з'являється знову, його оголене тіло червоного кольору і вкрите символами. Очевидно, перебуваючи в трансі, він пояснює, що може чути думки Одноокого і що той каже їм, що вони всі у пеклі. Деякі з чоловіків нападають на Одноокого, та лише гинуть від його рук.
Розділ VI: Пожертва: Одноокий і Аре йдуть далі, за ними слідкують ті, котрі залишилися в живих. Ватажок хрестоносців, який незадовго до цього зарізав свого друга, залишається позаду, і місцеві жителі засипають його стрілами. Одноокий  знову досягає узбережжя разом з Аре, але потрапляє в оточення індіанців. Він жертвує собою, щоб врятувати хлопчика. На березі решта членів племені тихо відходять назад до лісу, залишаючи хлопчика дивитися на океан. Небо темніє, перетворюючись на туманне високогір'я з початку фільму, і в хмарах з'являється обличчя Одноокого.

## У ролях
Ніколас Віндінґ Рефн свідомо не давав офіційних імен героям фільму, за винятком Одноокого, хоча це не справжнє ім'я персонажа, а лише прізвисько, дане хлопчиком. Імена були присвоєні в сценарії, щоб розрізняти ролі. У переліку наведені персонажі так, як їх назвав режисер у коментарях до DVD-видання даного фільму.
- Мадс Міккельсен - Одноокий
- Маартен Стівенсон - Хлопчик
- Еван Стюарт - ватажок
- Гері Льюіс - жрець
- Александр Мортон - вождь
- Джеймі Сівес - син ватажка
- Стюарт Портер - син вождя
- Гордон Браун - християнський вікінг
- Гарі МакКормак - зниклий вікінг
- Чарлі Аллан - Вікінг

## Вихід в прокат

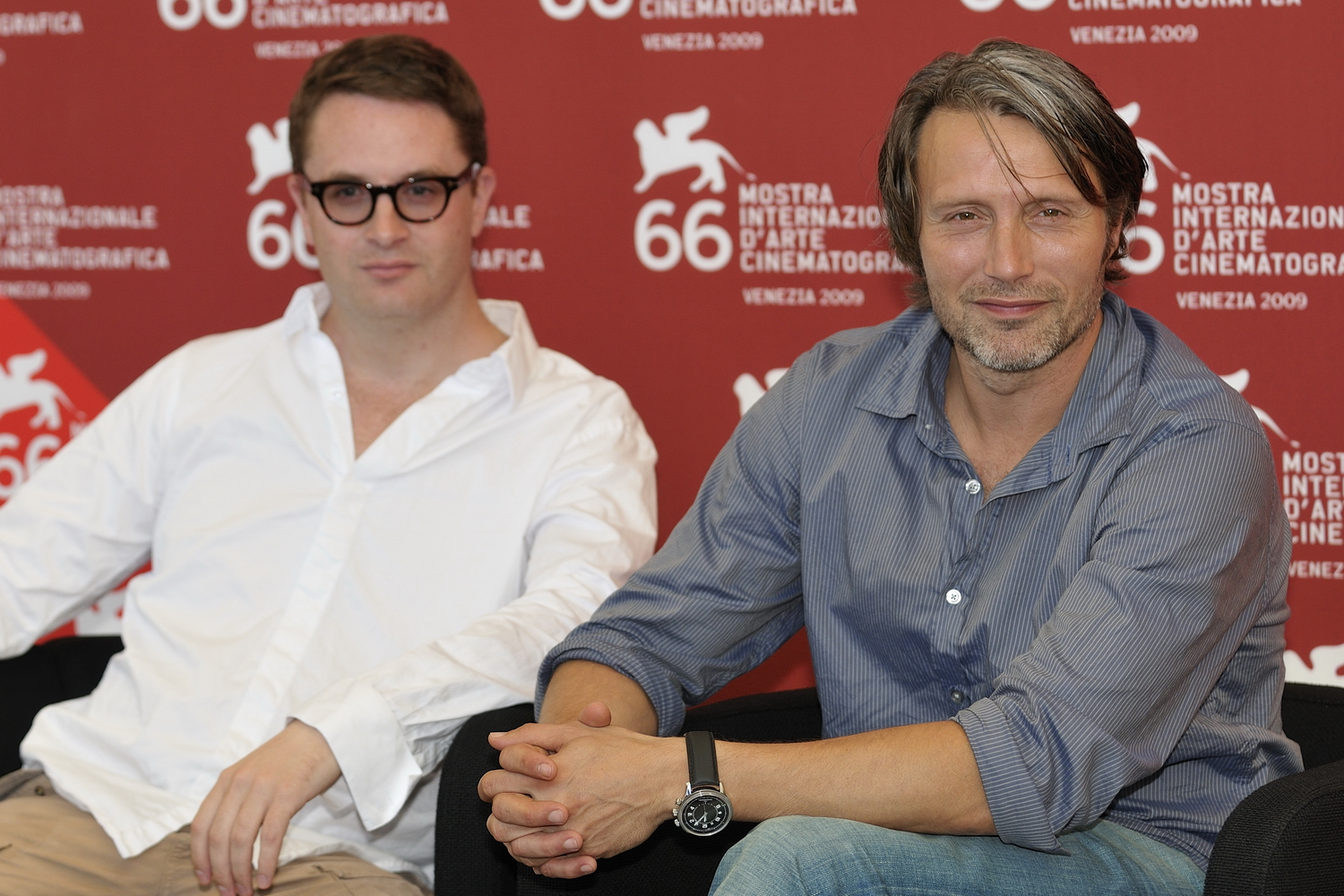
Ніколас Віндінґ Рефн та Мадс Міккельсен під час прем'єри фільму на Венеційському кінофестивалі

Прем'єра фільму відбулася на 66-му Венеційському міжнародному кінофестивалі, де він був показаний поза конкурсом 4 вересня 2009 року. Данська прем'єра відбулася 31 березня 2010 року. У Великій Британії фільм вийшов на екрани 30 квітня того ж року.              
В Україні офіційного прокату даної кінострічки не відбулось. Картина транслювалась одразу по телебаченню з двоголосим закадровим озвученням від «1+1».

## Саундтрек
Музику до фільму написали постійні співавтори Рефна Петер Петер і Петер Кайд. Спочатку режисер мав намір залучити до написання музики гурт Mogwai.                                    Саундтрек був комерційно випущений 7 жовтня 2013 року лейблом Milan Records, який також випустив музику до фільмів Рефна «Лише Бог прощає» та «Неоновий демон». 
Саундтрек містить повну партитуру та фрагменти саундскейпів, створених звукорежисерами Джайлзом Лембом і Дугласом МакДуґалом спеціально для фільму.                                   

### Список композицій
1. "Introduction" – Peter Peter & Peter Kyed (1:03)
2. "Caged" – Giles Lamb & Douglas MacDougall (1:41)
3. "One Eye Fights" – Giles Lamb & Douglas MacDougall (0:53)
4. "Montage" – Peter Peter & Peter Kyed (4:22)
5. "Arrowhead" – Giles Lamb & Douglas MacDougall (4:19)
6. "Escape" – Peter Peter & Peter Kyed (1:02)
7. "Return" – Peter Peter & Peter Kyed (3:03)
8. "Free" – Peter Peter (1:56)
9. "Christians" – Giles Lamb & Douglas MacDougall (4:03)
10. "Men of God" – Peter Kyed & Peter Peter (4:49)
11. "The Boat" – Peter Peter & Peter Kyed (12:02)
12. "Into Hell" – Peter Peter & Peter Kyed (3:40)
13. "Hell" – Peter Peter & Peter Kyed (9:34)
14. "Forest'" – Giles Lamb & Douglas MacDougall (2:14)
15. "Valhalla Rising (End Credits)" – Peter Peter & Peter Kyed (5:33)